# Amour on t'aime
Chansons représentant la Suisse au Concours Eurovision de la chanson
Io senza te
(1981) Io così non ci sto
(1983)
Amour on t'aime est la chanson représentant la Suisse au Concours Eurovision de la chanson 1982. Elle est interprétée par Arlette Zola.
La chanson est la septième de la soirée, suivant Nuku pommiin interprétée par Kojo pour la Finlande et précédant Mono I Agapi interprétée par Anna Vissi pour Chypre.
À la fin des votes, la chanson obtient 97 points et se classe à la troisième place sur dix-huit participants.

## Source de la traduction
- (en) Cet article est partiellement ou en totalité issu de l’article de Wikipédia en anglais intitulé « Amour on t'aime » (voir la liste des auteurs).